# 姬川站
姬川站（日语：／ Himekawa eki */?）是位於日本新潟縣糸魚川市，隸屬於西日本旅客鐵道（JR西日本）的鐵路車站，每天只提供7班普通列車前往南小谷站、2班前往平岩站、9班次往糸魚川站。
車站附近多為民居，但乘車人數卻比其他位處山區的車站更少，據糸魚川市2013年統計數據顯示，本站全年使用人數只有778人，是整個糸魚川市車站中第2最少人使用的車站，平均每天只有2人使用。2020年度更只錄得1人。

## 車站結構
為簡易車站，不設有站舍，只於月台上築有上蓋及趟門的候車室。出入口設於月台末端向糸魚川站方向，只設有梯級上落。

### 月台
只設有側式月台1座，列車不能在此交換，有效長度為3輛。相比同線內其他車站因為要減少保線費用才拆走路軌，姬川站因作為通勤車站，至開站起便只設1個月台。列車靠站時，上行往南小谷方向為右側開門，下行往糸魚川為左側開門。
| 路線    | 方向 | 前往             | 備註 |
| ------- | ---- | ---------------- | ---- |
| ■大糸線 | 上行 | 平岩、南小谷方向 |      |
| ■大糸線 | 下行 | 糸魚川方向       |      |

## 歷史
- 1986年11月1日：開業。
- 1987年4月1日：國鐵分割民營化，成為西日本旅客鐵道（JR西日本）車站。
- 2014年：

- 11月22日：因發生2014年長野縣北部地震，引起土石流，列車暫時停駛。
- 11月24日：列車復駛。

- 2024年6月1日：為方便沿線居民轉乘北陸新幹線及促進大糸線的使用，由糸魚川市、大町市及JR西日本共同安排於2024年6月1日至2025年3月31日為止，試行每天以巴士形式加開4班來往白馬～糸魚川之間的班次[4]，變相重新直通JR西日本及JR東日本的路段[5][6]。

## 利用人數
| 乗車人員推算 | 乗車人員推算 | 乗車人員推算 |
| 年度         | 1日平均人數  |              |
| ------------ | ------------ | ------------ |
| 2004         | 10           |              |
| 2005         | 9            |              |
| 2006         | 6            |              |
| 2007         | 6            |              |
| 2008         | 5            |              |
| 2009         | 5            |              |
| 2010         | 4            |              |
| 2011         | 4            |              |
| 2012         | 3            |              |
| 2013         | 2            |              |
| 2014         | 2            |              |
| 2015         | 5            |              |
| 2016         | 3            |              |
| 2017         | 2            |              |
| 2018         | 1            |              |
| 2019         | 1            |              |
| 2020         | 1            |              |

## 相鄰車站
西日本旅客鐵道
■大糸線
頸城大野－姬川－糸魚川

## 外部連結
- JR西日本 姬川站公式網頁。 （页面存档备份，存于）（日語）